# Montefalco Sagrantino secco
Le Montefalco Sagrantino secco   est un vin rouge DOCG d'Italie produit dans la région  de Montefalco, ville de  la province de Pérouse.

## Région de production
Le Montefalco Sagrantino secco  est un vin DOCG dont la production est consentie uniquement dans la commune de Montefalco et partiellement dans celles de Bevagna, Gualdo Cattaneo, Castel Ritaldi et Giano dell'Umbria dans la province de Pérouse.

## Caractéristiques
Le Sagrantino di Montefalco secco DOCG  implique l'utilisation de 100 % de raisins sagrantino.
Le raisin est ensuite pressé et vinifié en fûts pendant trente mois puis commercialisé.

## Caractéristiques organoleptiques
- Couleur : Rouge rubis intense avec reflets violacés tendant vers le grenat selon le vieillissement.
- Parfum : parfum caractéristique et delicat avec des senteurs de mûres.
- Goût : sec et harmonieux. Quand le vin est jeune, le tanin est fortement présent.

## Consommation
Le Montefalco Sagrantino sec se sert avec des rôtis de viande rouge, d'agneau, gibier et fromages de caractère.

## Production
Province, saison, volume en hectolitre
- Pérouse  (1990/91)  2306,29
- Pérouse  (1991/92)  1927,94
- Pérouse  (1992/93)  2022,83
- Pérouse  (1993/94)  1570,24
- Pérouse  (1994/95)  1844,0
- Pérouse  (1995/96)  2259,14
- Pérouse  (1996/97)  2562,46

## Sources
- Voir liens externes